# 太行山上

太行山上電影海報

《太行山上》為2005年的一部中國電影，以抗日戰爭為主題，為紀念抗日戰爭勝利60周年獻禮電影之一。導演為韋廉，由中国人民解放军八一电影制片厂拍攝。 

## 內容大概
- 華北地區
- 朱德
- 八路軍115師、120師和129師
- 東渡黃河
- 閻錫山
- 平型關
- 林彪、聶榮臻
- 日軍陽明堡機場
- 國民黨將領郝夢齡陣亡
- 獨臂團長賀炳炎
- 太原城
- 晉東南敵後根據地
- 彭德懷、左權
- 遊擊隊
- 日本名將阿部規秀陣亡

## 制作人员
- 导演：韦廉、沈东、陈健
- 作曲：叶小纲

## 演员名单
- 王伍福　　饰　　朱　德
- 宗利群　　饰　　彭德怀
- 李树生　　饰　　左　权
- 张　琳　　饰　　任弼时
- 卢　奇　　饰　　邓小平
- 李幼斌　　饰　　朱怀冰
- 梁家辉　　饰　　贺炳炎
- 刘德凯　　饰　　郝梦龄
- 工藤俊作　饰　　阿部规秀
- 三浦研一　饰　　板垣部隊西村參謀長